# John H. Foster
John Hopkins Foster (* 31. Januar 1862 in Evansville, Indiana; † 5. September 1917 ebenda) war ein US-amerikanischer Politiker. Zwischen 1905 und 1909 vertrat er den Bundesstaat Indiana im US-Repräsentantenhaus.

## Werdegang
John Foster besuchte die öffentlichen Schulen seiner Heimat und studierte danach bis 1882 an der Indiana University in Bloomington. Nach einem anschließenden Jurastudium an der Columbian University, der heutigen George Washington University, und seiner im Jahr 1885 erfolgten Zulassung als Rechtsanwalt begann er in Evansville in diesem Beruf zu arbeiten. Gleichzeitig schlug er als Mitglied der Republikanischen Partei eine politische Laufbahn ein. Im Jahr 1893 wurde er in das Repräsentantenhaus von Indiana gewählt. Zwischen 1896 und 1905 war er Richter am Superior Court im Vanderburgh County.
Nach dem Rücktritt des Abgeordneten James A. Hemenway wurde Foster bei der fälligen Nachwahl für den ersten Sitz von Indiana als dessen Nachfolger in das US-Repräsentantenhaus in Washington, D.C. gewählt, wo er am 16. Mai 1905 sein neues Mandat antrat. Nach einer Wiederwahl konnte er bis zum 3. März 1909 im Kongress verbleiben. Im Jahr 1908 wurde er nicht erneut bestätigt. Nach seinem Ausscheiden aus dem US-Repräsentantenhaus praktizierte Foster wieder als Anwalt in Evansville. Dort ist er am 5. September 1917 auch verstorben.